# نيك وايز
نيك وايز (بالإنجليزية: Nick Wise)‏ هو لاعب كرة قاعدة أمريكي، ولد في 15 يونيو 1866 في بوسطن في الولايات المتحدة، وتوفي بنفس المكان في 25 يناير 1923.

## وصلات خارجية
- نيك وايز على موقعبيزبول رفرنس.كوم (الدوري الرئيسي) (الإنجليزية)